# Јаопи (Кина)
Јаопи (кин:: 腰陂镇; пин: Yaobei Zhen, чита се: Јаобеј Чен) је средње источни град у округу Чалинг, Хунан, Кина.
Као историјска локална самоуправа Чалинга, Јаопи Комуна основана је 1961. године од дела Донгфенг Комуне (кин: 东风 公社). Комуна је реорганизована прво као градска општина 1984. године, да би 1990. године постала град. У фебруару 2007. године, градска општина Киди (кин: 七 地 乡) и село Хенгву (кин: 横 屋村) из градске општине Јаошуи (кин: 尧 水乡) припојени су граду Јаопи.
Град Јаопи је распуштен 20. новембра 2015. године, док су насељено место Јаопи и 24 села прикључени граду Јаолу (кин: 腰 潞 镇), друга 3 села су била припојена подручју Миџијанг (кин: 洣 江 街道).